# Frontiers Media
Frontiers Media ist ein Verlag mit Sitz im schweizerischen Lausanne, der wissenschaftliche Open-Access-Fachzeitschriften herausgibt. 141 dieser Zeitschriften sind im Directory of Open Access Journals gelistet. Frontiers Media ist Mitglied bei OASPA (Open Access Scholarly Publishing Association), Sparc Europe und dem Committee on Publication Ethics (COPE).
2015 wurde der Verlag von Jeffrey Beall in seine seit 2012 geführte Liste der potenziellen Predatory Publisher aufgenommen, die Vorwürfe wurden in der Wissenschaftsgemeinde kontrovers diskutiert.

## Geschichte
2007 wurde die Frontiers Research Foundation als Non-Profit-Organisation von Kamila und Henry Markram, Neurowissenschaftler an der Eidgenössischen Technischen Hochschule Lausanne (EPFL) gegründet. Ab 2008 wurde das Projekt als kommerzielles Unternehmen Frontiers Media SA weitergeführt.
Die erste online publizierte Zeitschrift war 2007 Frontiers in Neuroscience. Mit der Zeit kamen weitere Zeitschriften zu medizinischen und naturwissenschaftlichen Fachgebieten hinzu.
Im Jahr 2013 erwarb die Nature Publishing Group (NPG) eine Mehrheit der Anteile an Frontiers Media. Eine in diesem Rahmen angekündigte Zusammenarbeit der Verlagsgruppen wurde jedoch nicht etabliert. 2015 hielt die Holtzbrinck-Verlagsgruppe, die die NPG mittlerweile mit anderen Wissenschaftsverlagen in die Verlagsgruppe Springer Nature zusammengeführt hatte, noch einen Minderheits-Anteil an Frontiers Media.

## Struktur und Finanzierung
Frontiers Media stellt die Artikel im Internet für Leser kostenfrei unter einer von den Autoren erteilten Creative-Commons-Lizenz zur Verfügung, die auch die Weiternutzung erlaubt. Die wissenschaftlichen Herausgeber und die Gutachter, welche die Qualität der Manuskripte im Peer-Review-Verfahren beurteilen, arbeiten dabei unentgeltlich. Frontiers Media nutzt ein sogenanntes offenes Peer Review, bei dem die Namen der Editoren und Reviewer bekannt sind.
Die Finanzierung der Zeitschriften erfolgt durch die Autoren bzw. deren Arbeitgeber, hauptsächlich durch Article Processing Charges (APC), also von den Autoren für die Veröffentlichung zu entrichtenden Gebühren. Weiterhin schließt der Verlag als Institutionelle Mitgliedschaften bezeichnete Rahmenverträge mit Universitäten und Universitätsbibliotheken ab, in deren Rahmen die Article Processing Charges durch eine Pauschale ersetzt oder rabattiert werden.
2022 hatte der Verlag, der sich selbst als der sechstgrößte Wissenschaftsverlag bezeichnet, mehr als 1.400 Mitarbeiter in 14 verschiedenen Ländern. Im Januar 2024 wurde bekanntgegeben, dass das Unternehmen 600 Stellen in 23 Ländern abbauen und seine Belegschaft damit auf 1400 Mitarbeiter reduzieren wird.

## Kritik
Im Jahr 2015 wurden die wissenschaftlichen Herausgeber der Zeitschriften Frontiers in Medicine und Frontiers in Cardiovascular Medicine von ihren Ämtern entbunden, nachdem sie sich darüber beschwert hatten, dass Unternehmensmitarbeiter sich in ihre Entscheidungen einmischten und die Grundprinzipien für medizinische Publikationen verletzten.
In einem Beitrag für den 2018 erschienenen Sammelband Pseudoscience: The Conspiracy Against Science berichtete Jeffrey Beall, dass Frontiers eine interne Software benutzt hat, die Gutachtern (peer reviewers) von zur Veröffentlichung eingereichten Manuskripten nicht die Möglichkeit gab, die Ablehnung eines Manuskripts zu empfehlen. Die Verlags-Systeme seien so ausgerichtet, dass es nahezu unmöglich sei, Manuskripte zurückzuweisen.
Im Herbst 2022 wurde in der NZZ am Sonntag erneut Kritik am Vorgehen bei der Publikation von Artikeln laut. So sei die Biologin Regina-Michaela Wittich als leitende Editorin („Frontiers in Microbiology“) entlassen worden, weil sie zu viele Artikel abgelehnt habe. Viele Forscher sehen außerdem das schnelle Wachstum der Publikationen kritisch: Von 2019 bis 2021 hat sich die Anzahl publizierter Artikel pro Jahr von etwa 40000 auf über 80000 verdoppelt.

## Publikationen (Auswahl)
- Frontiers in Aging Neuroscience
- Frontiers in Applied Mathematics and Statistics
- Frontiers in Astronomy and Space Sciences
- Frontiers in Behavioral Neuroscience
- Frontiers in Bioengineering and Biotechnology
- Frontiers in Blockchain
- Frontiers in Built Environment
- Frontiers in Cardiovascular Medicine
- Frontiers in Cell and Developmental Biology
- Frontiers in Cellular and Infection Microbiology
- Frontiers in Cellular Neuroscience
- Frontiers in Chemistry
- Frontiers in Communication
- Frontiers in Computational Neuroscience
- Frontiers in Digital Humanities
- Frontiers in Earth Science
- Frontiers in Ecology and Evolution
- Frontiers in Education
- Frontiers in Endocrinology
- Frontiers in Energy Research
- Frontiers in Environmental Science
- Frontiers in Evolutionary Neuroscience
- Frontiers in Genetics
- Frontiers in Human Neuroscience
- Frontiers in ICT
- Frontiers in Immunology
- Frontiers in Integrative Neuroscience
- Frontiers in Marine Science
- Frontiers in Materials
- Frontiers in Mechanical Engineering
- Frontiers in Medicine
- Frontiers in Microbiology
- Frontiers in Molecular Biosciences
- Frontiers in Molecular Neuroscience
- Frontiers in Neural Circuits
- Frontiers in Neuroanatomy
- Frontiers in Neuroenergetics
- Frontiers in Neuroengineering
- Frontiers in Neuroinformatics
- Frontiers in Neurology
- Frontiers in Neurorobotics
- Frontiers in Neuroscience
- Frontiers in Nutrition
- Frontiers in Oncology
- Frontiers in Pediatrics
- Frontiers in Pharmacology
- Frontiers in Physics
- Frontiers in Physiology
- Frontiers in Plant Science
- Frontiers in Psychiatry
- Frontiers in Psychology
- Frontiers in Public Health
- Frontiers in Research Metrics and Analytics
- Frontiers in Robotics and AI
- Frontiers in Soft Matter
- Frontiers in Surgery
- Frontiers in Synaptic Neuroscience
- Frontiers in Systems Neuroscience
- Frontiers in Veterinary Science
- Frontiers for Young Minds